# 폴 윌리엄스 (색소폰 연주자)
폴 윌리엄스(Paul Williams, 애칭은 허클벅(Hucklebuck), 1915년 7월 13일 ~ 2002년 9월 14일)는 미국의 남성 색소폰 연주가 겸 작곡가이다.

## 생애
1934년 색소폰 연주자로 첫 데뷔하였고 이후 1937년부터는 테너 색소폰 연주자로도 병행 활약하였으며 자신의 연주곡을 직접 작곡 및 편곡하였을 뿐 아니라 작사 및 작곡과 편곡을 모두 하여 다른 가수들에게 노래를 써 주기도 하였고 음반 프로듀서로도 활동하였으며 만년에는 미국 블루스 음악가의 명원로(名元老)로 칭송되었다.